# جيمس هوغ
جيمس هوغ (16 أكتوبر 1906 في أستراليا - 2 ديسمبر 1975) (بالإنجليزية: James Hogg)‏ هو لاعب كريكت أسترالي.

## وصلات خارجية
- جيمس هوغ على موقع إي آس بي آن كريك إنفو (الإنجليزية)